# Пасторальный концерт
«Пасторальный концерт», или «Сельский концерт» (итал. Concerto campestre; фр. Le Concert champêtre) — картина эпохи итальянского Возрождения, приписываемая кисти художника венецианской школы живописи Тициану, по иной версии — Джорджоне да Кастельфранко. Написана около 1509 года. Картина хранится в Лувре, Париж.

## История
Ранее произведение считалось работой выдающегося мастера венецианской школы живописи Джорджоне да Кастельфранко. Позднее картину стали приписывать Тициану (оба художника некоторое время работали в одной мастерской) на том основании, что изображение обнажённых женских фигур, их полнота и характер пластики ближе эстетике Тициана, чем Джорджоне.
Однако характер пейзажа, фигуры музыкантов (Джорджоне сам был музыкантом), пасторальная тема и общее настроение композиции типичны для искусства Джорджоне. Известно, что оба художника начинали работать в мастерской братьев Джентиле и Джованни Беллини в Венеции, Тициан был на десять лет моложе Джорджоне и на раннем этапе творчества находился под его влиянием. Поэтому многие исследователи сходятся в том, что картина была начата Джорджоне и только закончена Тицианом после скоропостижной смерти гениально одарённого живописца в 1510 году во время эпидемии чумы в Венеции. Похожая ситуация связана с другой знаменитой картиной Джорджоне «Спящая Венера».
Картину также приписывали Пальме Старшему (1480—1528) и Себастьяну дель Пьомбо (1485—1547).
Картина (долгое время она не имела названия) принадлежала дому Гонзага, возможно, она была унаследована от Изабеллы д’Эсте. Позднее была продана английскому королю Карлу I. Когда королевские коллекции были рассеяны после революции 1649 года, картина была продана на аукционе немецкому банкиру и коллекционеру произведений искусства Эберхарду Ябаху, который в 1671 году уступил её французскому королю Людовику XIV.

## Иконография и скрытый смысл композиции
История создания этого шедевра, фабула или сюжет остаются невыясненными. «Однако красота картины, пластика линий, музыкальность очертаний и дымка тональных переходов настолько самодостаточны, что невольно возникает мысль о ненужности каких-либо исследований. Удивителен колорит картины, складывающийся из золотистых, голубоватых, оливково-зелёных и ярко-красных тонов, а также общая целостность тональных отношений, кажущихся светотеневыми, но на самом деле умело сочиненных художником. Идиллическое настроение картины ассоциируется с темами прекрасной Аркадии, музыки Антонио Вивальди, венецианского композитора, написавшего в 1720-х годах свой „Сельский концерт“». Идеальна выверенность картины: уравновешенность фигур нимф первого плана, композиционная диагональ второго, высветление третьего плана картины и горизонталь в глубине.
Среди многих гипотез о содержании картины наиболее убедительной является «музыкальная». Согласно этой гипотезе, музицирующие юноши в костюмах венецианских патрициев и обнажённые женские фигуры — нимфы природы — находятся в двух различных мирах, они не видят друг друга, и поэтому на картине они пластически не взаимодействуют. Тихий «беллиниевский» пейзаж символизирует гармонию. В этом пейзаже «дриады, наяды и нимфы одушевляют собой источники, леса, поля и луга… Так и в „Сельском концерте“: одна из них — со свирелью в руках, подобная своему далёкому прообразу — обнаженной флейтистке на рельефе, изваянном на „Троне Людовизи“ в V веке до н. э., и другая — с кувшином у водоёма — составляют единое целое с пейзажем».
Тема картины, как и другого шедевра Джорджоне — «Спящая Венера», соотносится с классической ренессансной иконографией: «Любовь небесная и Любовь земная» (название одного из произведений Тициана) и «Святое Собеседование» (итал. Sacra Conversazione), к которому относится, в частности, алтарная картина Джованни Беллини в венецианской церкви Сан-Заккариа (1505).
Фигура пастуха со стадом в правой части картины является одновременно напоминанием об античных пасторалях (пастухи первыми приносили дары лесным нимфам) и приметой материального мира, а музыка, неслышно пронизывающая картину, — мира идеального, воображаемого. В качестве литературных источников, создававших необходимую атмосферу для подобных изобразительных аллегорий, обычно называют поэзию Джованни Боккаччо, Пьетро Бембо, Анджело Полициано. Мотив крены — мраморного водоёма, изображённого у левого края картины, — и прекрасной фигуры нимфы с кувшином в руках наводит на мысль о возможной связи этого мотива со стихотворными строками популярного в Венеции поэта Джованни Понтано:

Резвые нимфы, кому родники священные милы,
Своды пещер, где струится вода, и тихие реки
Сладкую влагу несут, подносят щедрые
чаши…
Ноги и грудь обнажив, лазурные носятся
нимфы…
То наполняют они кувшины плещущей влагой,
То выливают её…

Источник на картине Джорджоне осеняет дерево лавра — символ поэтической славы. Примечательно также плавное, как бы замедленное движение нимфы, завораживающее изяществом и неясностью («то наполняют они кувшин плещущей влагой, то выливают её…»), и магическая тишина природы: лютнист ещё не коснулся струн, а свирель ещё не поднесена к губам нимфы… Спустя несколько лет Тициан повторит фигуру нимфы в картине «Любовь земная и любовь небесная», а также отчасти настроение джорджониевских «поэзий» и тему источника.
В иной версии стоящая нимфа с кувшином — муза трагической поэзии, а сидящая с флейтой — муза пасторальной поэзии. Из двух играющих мужчин один с лютней, возможно, представляет возвышенную лирическую поэзию, а другой — обычного лирика, в соответствии с разграничением, проведённым Аристотелем в его трактате «Поэтика». Ещё дна интерпретация предполагает, что картина является аллегорией четырёх элементов природы (воды, огня, земли и воздуха) и их гармонической взаимосвязи.
Французский живописец Эдуар Мане увидел картину «Пасторальный концерт» в Лувре, и этот шедевр вдохновил его на написание знаменитого «Завтрака на траве» (1863).